# Dénes Szécsi

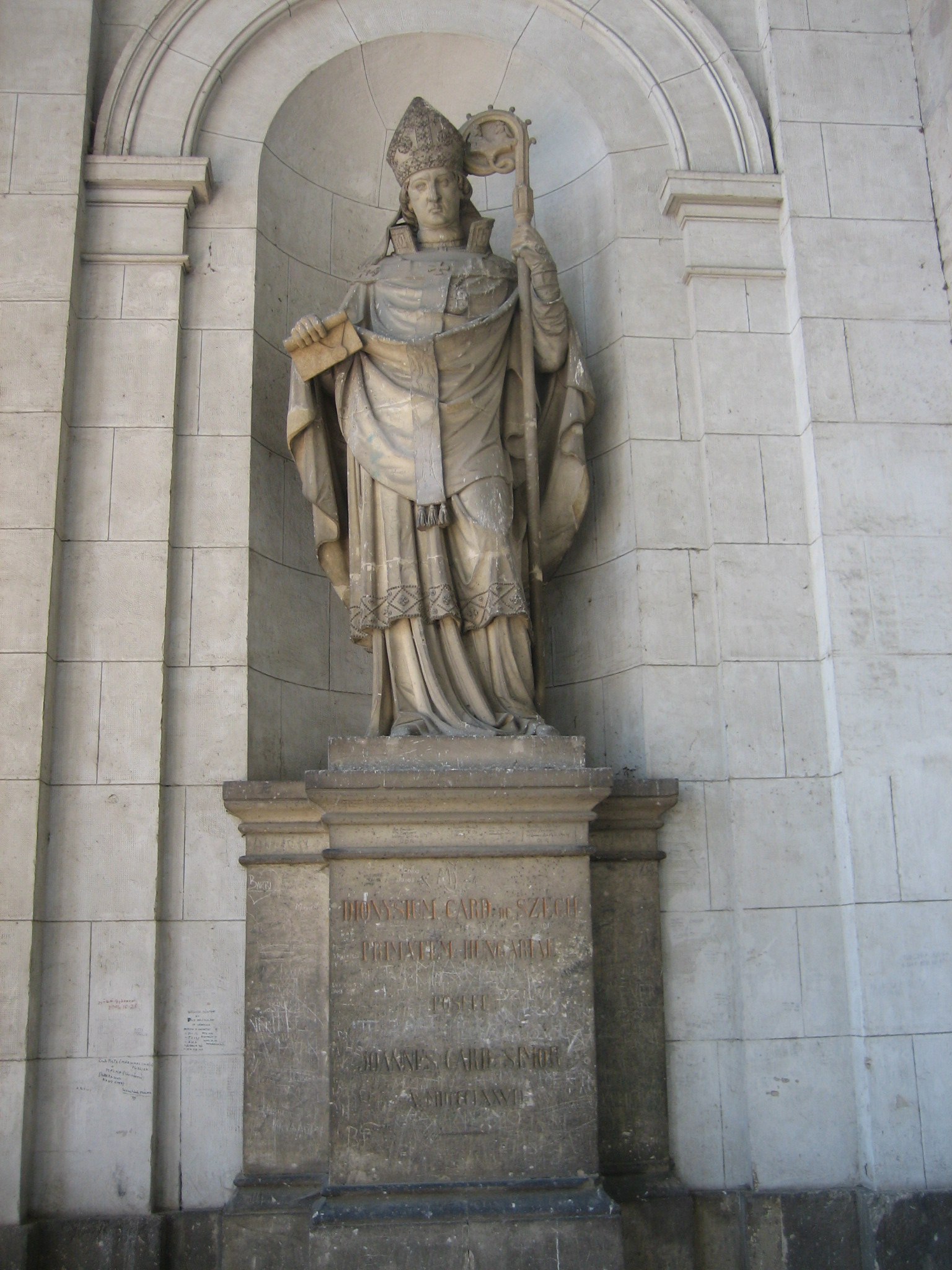
Statue von Kardinal Dénes Szécsi in der Basilika von Esztergom

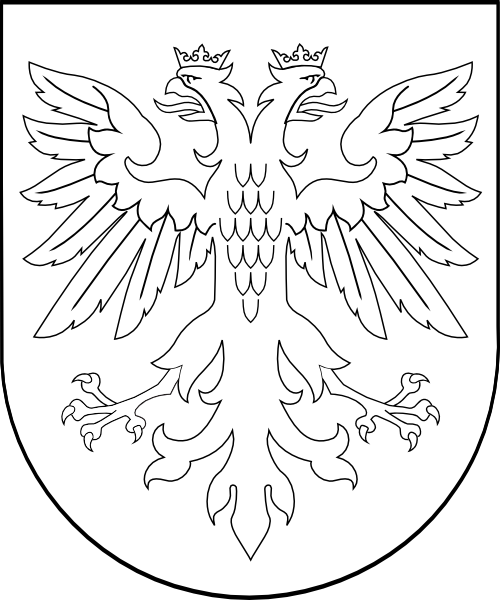
Szécsi Wappenschild (Nachzeichnung)

Dénes Szécsi (* 1400 oder 1410 in Eger, Ungarn; † 1. Februar 1465 in Esztergom) war ein ungarischer Kardinal und erster Primas von Ungarn.

## Leben
Dénes Miklós Szécsi, (Desiderius Széchy, Dionysius) auch Zech, Zecho oder Zechus wurde als sechstes von acht Kindern des ungarischen Aristokraten Miklós Széchy de Felsõlendva (magister tavernicorum) und seiner Ehefrau Ilona Garai geboren. Er studierte 1426 an der Universität Wien und 1433 an der Universität Bologna, wo er 1434 promovierte (kanonisches Recht). Ein weiteres Studium an der Universität Padua schloss sich an. 
Am 21. August 1438 wurde zum Bischof von Nitra bestellt. Am 5. Juni 1439 wurde er zum Bischof von Eger ernannt. Im Konsistorium vom 18. Dezember 1439 wurde er von Papst Eugen IV. zum Kardinal kreiert. Am 15. Februar 1440 erfolgte die Ernennung Kardinal Szécsi zum Erzbischof und Metropoliten von Esztergom. Er hat am Konklave 1447 teilgenommen, in dem Kardinal Tommaso Parentucelli zum Papst Nikolaus V. gewählt wurde, der ihm den Titel "Primas von Ungarn" verlieh und der bis heute mit dem erzbischöflichen Stuhl Esztergom verbunden ist.
In der Provinzialsynode 1450 in Esztergom setzte er sich für die Wiederherstellung der klösterlichen Disziplin ein und ermutigte zur Einhaltung des Zölibats. Er baute 1453 die Basilika in Esztergom wieder auf.
Er verstarb am 1. Februar 1465 und wurde in der Kathedrale von Esztergom beigesetzt.